# Асоциация на организациите на българските работодатели
Асоциацията на организациите на българските работодатели (АОБР) Архив на оригинала от 2021-08-02 в Wayback Machine. е учредена през 1995 г., като обединение на официално признатите за представителни организации на работодателите в Република България.
Асоциацията има за цел да координира позициите на своите членове и да съдейства за консолидиране, балансиране и единно представляване на техните интереси на национално ниво и в рамките на Международната организация на труда и Международната организация на работодателите.
Съгласно Устава на АОБР, организацията се председателства на ротационен принцип от председателите на съответните работодателски организации, които членуват в нея. Председателстващата организация води и секретариата на АОБР за срок от една година.

## Състав
Членове на АОБР:
- Асоциация на индустриалния капитал в България (АИКБ)
- Българска стопанска камара – съюз на българския бизнес (БСК)
- Българска търговско-промишлена палата (БТПП)
- Конфедерация на работодателите и индустриалците в България (КРИБ)

## История
Първоначално АОБР се създава от четири организации, като основни принципи са равно участие в управлението и равно покриване на задълженията на организацията. Уставът на организацията е подписан на 18 декември 1995 г. с участието на Министъра на труда Минчо Коралски, главния секретар на Международната организация на работодателите (МОР) г-жа Ута Улбрихт, Българската търговско-промишлена палата (БТПП), Българската стопанска камара (БСК), Съюза за стопанска инициатива на гражданите (ССИГ) и Съюз „Възраждане“. Непосредствено след създаването се представя кандидатурата на АОБР в МОР и тя е приета.
През 2004 г. в АОБР влизат още две работодателски организации, получили национална представителност – Асоциация на индустриалния капитал в България (АИКБ) и Съюзът на работодателите в България (СРБ). Година по-късно е прекратено членството на Съюза на работодателите в България в АОБР. Неговият правоприемник – Конфедерация на работодателите и индустриалците в България (КРИБ), възстановява членството си в АОБР от 1 януари 2017 г. През 2012 г., поради непокриване на критериите за представителност на национално ниво, ССИ напуска АОБР, а БСЧП „Възраждане“ се присъединява към АИКБ.
Принципът на ротацията в председателството, респективно – в изпращането на делегат на ежегодната Международна конференция на труда в Женева (Швейцария), следва разпоредбите на Устава.
Председателство на АОБР по години:
| 1996 – БСК 1997 – ССИ 1998 – БСК 1999 – БТПП 2000 – БСК 2001 – ССИ 2002 – БТПП 2003 – БСК 2004 – ССИ 2005 – БТПП | 2006 – БСК 2007 – ССИ 2008 – АИКБ 2009 – БТПП 2010 – АИКБ 2011 – БСК 2012 – ССИ 2013 – БТПП 2014 – АИКБ 2015 – БСК | 2016 – БТПП 2017 – АИКБ 2018 – БСК 2019 – БТПП 2020 – КРИБ 2021 – АИКБ |